# Church of the Province of Myanmar
Die Church of the Province of Myanmar ist eine Mitgliedskirche der Anglikanischen Gemeinschaft und zählt etwa 42.000 Gläubige. Ihre Ursprünge liegen in der Missionstätigkeit des 19. Jahrhunderts, doch erlebte sie mit der Erklärung des Buddhismus zur Staatsreligion, womit eine Ausweisung aller ausländischen Missionare verbunden war, ihre erste Krise. 1970 wurde sie dann zu einer eigenständigen Kirchengemeinschaft mit 6 Diözesen (Hpa-an, Mandalay, Myitkyina, Sittwe, Toungoo, Yangon (Rangun)), an deren Spitze als Primas der Erzbischof von Birma (Sitz: Rangun) steht.

## Erzbischöfe von Birma
- 1970–1973 Francis Ah Mya
- 1973–1979 John Aung Hla
- 1979–1987 Gregory Hla Kyaw (Bischof von Hpa-an)
- 1988–2011 Andrew Mya Han (Bischof von Yangon)
- 2001–2008 Samuel San Si Htay (Bischof von Yangon)
- 2008–heute Stephen Than Myint Oo (Bischof von Hpa-an)